# Saint George SC
El Saint George Sports Club (Amhàric: ቅዱስ ጊዮርጊስ ስፖርት ክለብ, Kidus Giorgis Sport Club) és un club de futbol etíop de la ciutat d'Addis Abeba.

## Història

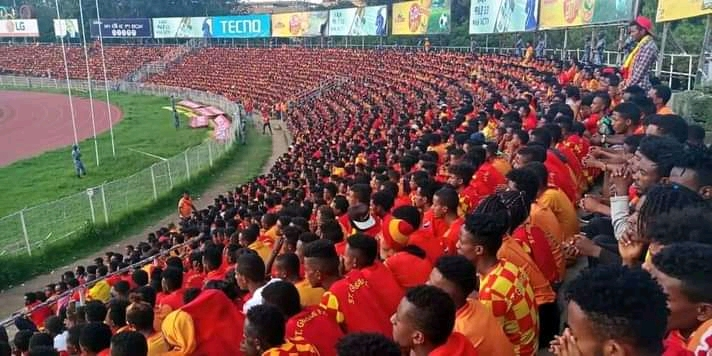
Seguidors.

El club va ser fundat per grecs durant l'època en què la Itàlia feixista envaí Etiòpia, el 1935. Fou creat per Ayele Atnash i George Dukas, i ben aviat esdevingué un símbol del nacionalisme etíop.
El 1947 es formà la lliga etíop amb tres clubs, St. George, Mechale i Ke'ay Bahir. El club romangué a la lliga durant 25 anys, fins que el Derg reorganitzà les lligues de futbol i forçà els clubs existents a desaparèixer. Quatre anys més tard, el 1976 el club retornà amb un canvi de nom, esdevenint Addis Abeba Brewery.

## Palmarès
- Lliga etíop de futbol: [4]
  - 1950, 1966, 1967, 1968, 1971, 1975, 1985, 1986, 1987, 1990, 1991, 1992, 1994, 1995, 1996, 1999, 2000, 2002, 2003, 2005, 2006, 2008, 2009, 2010, 2012, 2014, 2015, 2016, 2017, 2018, 2022, 2023
- Copa etíop de futbol: [5]
  - 1952, 1953, 1957, 1973, 1974, 1975, 1977, 1993, 1999, 2009, 2011, 2016
- Supercopa etíop de futbol: [6]
  - 1985, 1986, 1987,1994, 1995, 1996, 1999, 2001, 2002, 2003, 2005, 2006, 2009, 2010, 2015, 2017
- Copa Ciutat d'Addis Ababa: [5]
  - 2009, 2010, 2011, 2013, 2017, 2019, 2022

## Futbolistes destacats
- Teshome Getu
- Anwar Siraj
- Yidnekatchew Tessema
- Fikru Teferra
- Luciano Vassalo
- Italo Vassalo
- Mengistu Worku
- James Omondi
- Denis Onyango
- Geoffrey Sserunkuma